# У пожару светова
У пожару светова: Иво Андрић - један европски живот: биографија је биографска студија немачког новинара и писца Михаела Мартенса (1973), објављена 2019. године у издању.  Српско издање књиге објављено је 2016. године у издању "Лагуне" из Београда у преводу Валерије Фрелих.

## О аутору
Михаел Мартенс је рођен у Хамбургу 1973. године. Мартенс је немачки новинар и писац, дугогодишњи политички дописник листа Frankfurter Allgemeine Zeitung и стручњак за балканска питања.

## О књизи
У пожару светова: Иво Андрић - један европски живот представља исцрпну и поуздану биографску студију. Мартенс је темњљно проучавао Андрићево дело, преписке, архивску грађу и користио литературу стварајући ово дело.
У периоду од 2002. до 2009. године Мартенс је живео у Београду као дописник франкфуртског дневника и тада се сетио речи свог професора из гимназије који је Андрићев роман На Дрини ћуприја назвао ремек-делом европске књижевности 20. века. Мартенс је прочитао ово дело и тада се родило интересовање за Андрића. Мартенс је скоро седам година истраживао Андрићев живот и дело да би након тога објавио књигу У пожару светова.
Мартенс је у књизи У пожару светова описујe Андрићев живот од рођења у Босни, преко сарајевског атентата и дипломатске службе у европским престоницама и Трећем рајху, па до живота у Београду под окупацијом. Пише о периоду Андрићевог живота када ствара дела која ће му донети светску славу, као и приклањање писца новој власти после ослобођења.
Реченица из Андрићеве приче "Жена на камену" која гласи "Сагорети без остатка, изгубити се у општем пожару светова као ватра у ватри" је послужила аутору да формира наслов књиге као парафразу исте.